# Helaletidae
De Helaletidae zijn een familie van uitgestorven zoogdieren die leefden in het Vroeg-Eoceen.

## Kenmerken
Deze familie was een van de eerste slurfloze tapirfamilies. Ze waren kleiner en lichter gebouwd dan de huidige soorten.

## Geslachten
- Heptodon Cope, 1882
- Dilophodon Scott, 1883
- Helaletus Marsh, 1872
- Jhagirilophus Thewissen et al., 2001
- Vastanolophus Smith et al., 2015

## Vondsten
Fossielen werden gevonden in Azië.